# Awanhard (grupa)
Awanhard (ukr. Авангард) – ukraińska grupa artystyczno-literacka o profilu lewicowym, o twórczości zbliżonej do futuryzmu i konstruktywizmu, działająca w latach 1926–1929 w Charkowie.
Grupie przewodniczył Walerijan Poliszczuk, a w jej skład wchodzili pisarze, tacy jak: Petro Hołota, Hryhorij Kołada, Ołeksandr Łewada, Raisa Trojanker, Łeonid Czernow, Burewij Kosć oraz malarze: Wasyl Jermiłow i Hryhorij Capok.
Grupa wydała trzy publikacje, w tym m.in. „Bjułeteń Awanhardu”. 
W związku z masową krytyką ze strony komunistycznych działaczy partyjnych za „chuliganizm literacki”, grupa zmuszona była się rozwiązać. Po tym zdarzeniu większość artystów Awanhardu przeszła do grupy Nowa Generacija.